# Alain Bouthier
Pour les articles homonymes, voir Bouthier.
Alain Bouthier (né à Paris le 16 janvier 1939 et mort dans la même ville le 10 mars 2020) est un universitaire, agrégé en biologie et docteur ès sciences, et un chercheur français ayant mené de nombreuses recherches sur l’histoire de la Nièvre et, notamment, sur celle de la région de Cosne-Cours-sur-Loire.

## Biographie

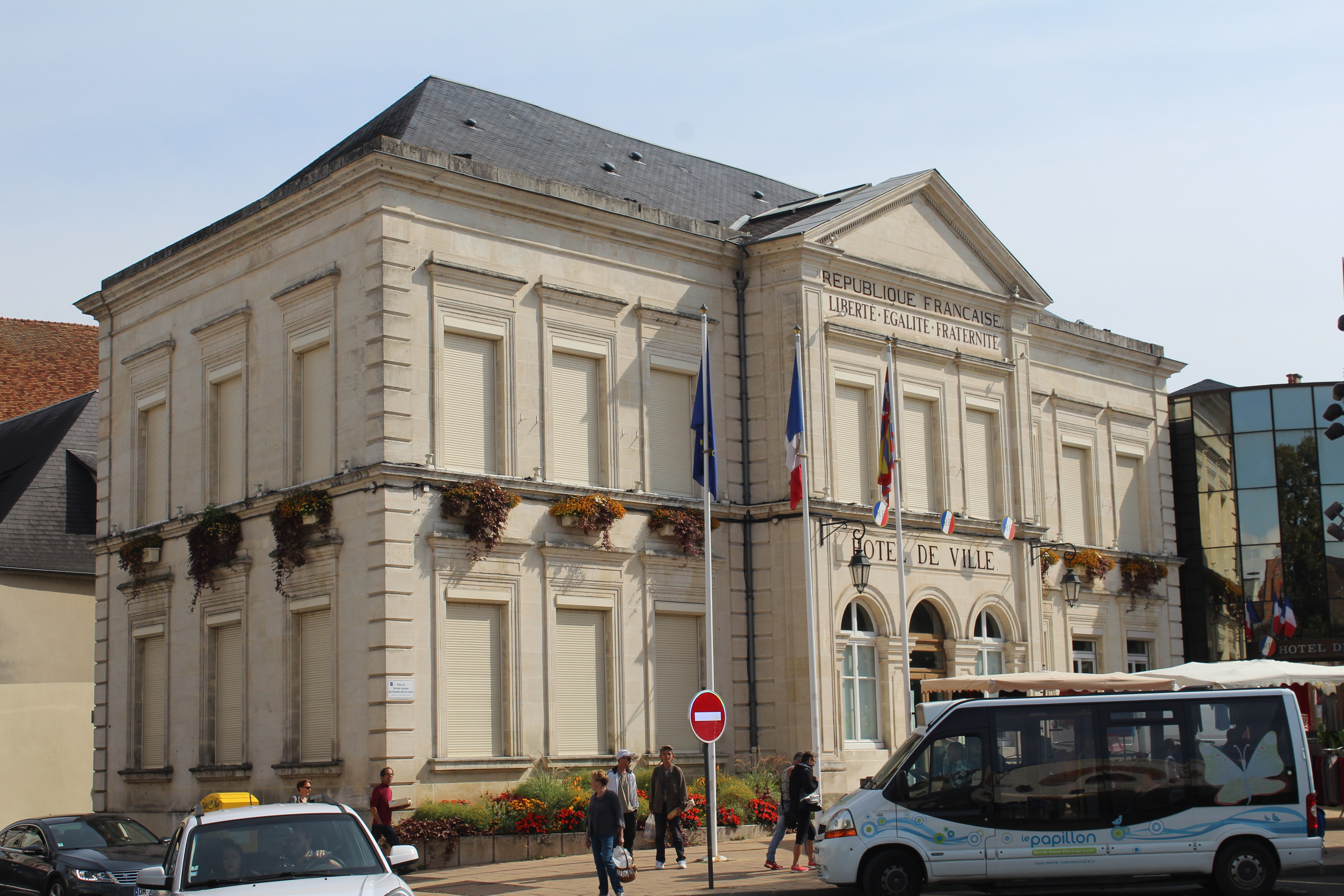
La mairie de Cosne-Cours-sur-Loire.

- À partir des années 1960, il s’intéresse plus particulièrement à l’archéologie.
- En 1971, il crée le Groupe de recherches archéologiques Condate (nom gallo-romain de Cosne).
- Il pratique pendant des années la prospection aérienne.
- En 1996, il est le président du CODRAN (Comité départemental de la recherche archéologique de la Nièvre)[3].
- En 2001, il devient membre du laboratoire d’archéologie et de sciences de l’Antiquité AOrOc sous la tutelle du Centre national de la recherche scientifique (CNRS) et de l’École normale supérieure[4].
- Il est membre ou associé aux activités de plusieurs sociétés savantes nivernaises : Amis du vieux Guérigny, Camosine, Société académique du Nivernais, Société nivernaise des lettres, sciences et arts, Société scientifique et artistique de Clamecy...
- En 2020, après sa disparition, l’association Condate se dote d’un nouveau bureau dans le but de sauvegarder sa collection archéologique et d’en favoriser la conservation à Cosne. Tout au long de sa vie, Alain Bouthier a en effet réuni une importante collection d’objets balayant 3 000 ans de l’histoire de la ville de Cosne : sarcophages mérovingiens, pieux d’un ancien pont gallo-romain, silex, poteries, faïences[5]...

## Publications
- Fouille de sauvetage d’une villa gallo-romaine à mosaïque à Neuvy-sur-Loire, Camosine, 1984.
- Vestiges archéologiques du quartier de la Pêcherie à Cosne-sur-Loire, Camosine, 1984.
- Le Tacot, Cosne-Saint-Amand : 1905-1939, École normale supérieure, 1985.
- Archéologie du canton de Pouilly-sur-Loire, Camosine, 1986.
- Connaissance archéologique de Cosne-sur-Loire, Camosine, 1989.
- Les péages et les bacs sur la Loire entre Decize et Briare à la fin de l’Ancien Régime, Société scientifique et artistique de Clamecy, 1990.
- Le passé lu d’en haut : 8 ans d’exploration aérienne dans le nord-ouest de la Nièvre, Groupe de recherches archéologiques Condate, 1990.
- Un maître de forges et marchand de fer nivernais au début du XVIIIe siècle : Jacques-François Rappin, Le Marteau Pilon, 1996.
- La réaction au coup d’État du 2 décembre 1851 : liste des insurgés de l’arrondissement de Cosne, Société scientifique et artistique de Clamecy, 1998.
- La production de fer blanc en Nivernais, une « innovation » technologique à éclipses, 1998.
- Archéologie fluviale de la Loire et de ses affluents, Grandvaux, 1998.
- Les forges de Donzy (L’Éminence et Bailly) et le fourneau de Chandou à la fin du XVIIIe siècle : équipement et pratiques, Le Marteau Pilon, 2000.
- Les Lombard : une famille de fondeurs de fer, Le Marteau Pilon, 2003.
- La forge et le fourneau de l’Épeau à Donzy. Rapports avec la métallurgie berrichonne, Le Marteau Pilon, 2005.
- La lente agonie de l’abbaye de Notre-Dame de Roches à Myennes (Nièvre), Académie du Centre, 2006.
- L’expansion de la métallurgie en Nivernais au début du XVIIe siècle ; la Nièvre, un royaume de forges ; la métallurgie nivernaise ; inventaire des forges et fourneaux de la Nièvre, Musées de la Nièvre, 2006.
- Les débuts des établissements métallurgiques de Donzy-le-Pré, Le Marteau Pilon, 2006.